# Kněžice (Chrudimi járás)
Kněžice település Csehországban, a Chrudimi járásban. Kněžice Biskupice, Vilémov, Ronov nad Doubravou, Zvěstovice és Žleby településekkel határos. Lakosainak száma 141 fő (2024. január 1.).

## Népesség
A település lakosságának változását az alábbi diagram mutatja:
| Lakosok száma | 347  | 372  | 349  | 253  | 228  | 145  | 156  | 147  | 134  | 141  |
|               | 1869 | 1890 | 1921 | 1950 | 1980 | 2001 | 2017 | 2019 | 2022 | 2024 |